# Церковь Покрова на Торгу
Церковь Покрова́ Богоро́дицы на Торгу́ — православный храм в Вологде, памятник архитектуры регионального значения XVIII века. История храма связана с находившейся на её месте домовой церковью Иоакима и Анны деревянного дворца Ивана Грозного.

## Название и посвящение
Главный престол церкви посвящён празднику Покрова Пресвятой Богородицы — одному из великих праздников Православной церкви. Праздник Покрова Пресвятой Богородицы был установлен на Руси в 1160-х годах при владимирском князе Андрее Боголюбском. Он связан с событиями византийской истории X века. Блаженный Андрей с отроком Епифанием молился во Влахернском храме Константинополя, когда они увидели Богоматерь в сопровождении Иоанна Предтечи, Иоанна Богослова и многих других святых. Войдя в храм, Богоматерь долго молилась около амвона, а затем в алтаре, после чего вышла оттуда, сняла мафорий и простёрла его над молящимися в знак защиты и покровительства.
Топонимическое добавление к названию церкви в источниках XVIII — начала XX веков встречается как «…в Городе», то есть внутри кремля Ивана Грозного. Топоним «Торг» в названии церкви появился уже в советское время по названию современной Торговой площади (до 1918 года — Казанская площадь). Это название в свою очередь связано с находившимися здесь древними торговыми рядами и рынком, упразднённым в начале 1970-х годов.

## История
Церковь Покрова на Торгу (Покрова, что в Городе) построена на месте более древней церкви Иоакима и Анны. Постройка церкви Иоакима и Анны относится ко времени посещений Вологды царём Иваном Грозным. Его первое пребывание в Вологде зафиксировано в 1545 году. В 1549 году у Грозного рождается первенец — дочь Анна, и в честь этого события закладывается храм в Новодевичьем монастыре с посвящением Иоакиму и Анне. Вологодская деревянная церковь Иоакима и Анны в 1560-е годы становится домовым храмом при деревянном дворце Ивана Грозного. После пожара 1605 года церковь восстанавливается и именуется Иоакима и Анны у Государя на сенях, а в 1627 году — Иоакима и Анны на Старом государевом дворе. По архитектуре церковь начала — второй половины XVII века относилась к типу клетских храмов.
После пожара 1679 года церковь восстановлена уже с посвящением главного престола в честь Покрова Пресвятой Богородицы и приделом Иоакима и Анны. Теплая деревянная церковь (вероятно перестроенная после ещё одного пожара 1698 года) просуществовала до 1780-х годов. Староста Кирилл Поярков и прихожане получили у архиепископа Иринея разрешение на постройку каменного храма. Известно, что на время строительства деревянная церковь была передвинута без прекращения служб в ней. После окончания строительства каменной церкви, прежняя была разобрана на дрова.
Известно, что церковь Покрова уже существовала в Вологде в конце XV века — в летописных источниках упоминается, что она сгорела в 1486 году. Но достоверных сведений о том, имела ли отношение упоминаемая церковь к церкви Покрова на Торгу, не обнаружено. Косвенным подтверждением тому, что Покровская церковь имеет более раннее происхождение, чем церковь Иоакима и Анны, является существование в начале XVII века Покровской улицы. На этой улице находился и Государев двор и церковь Иоакима и Анны.
Каменный храм с главным престолом в честь Покрова Пресвятой Богородицы и приделами Макария Унженского и Иоакима и Анны построили в 1778—1780 году. С 1832 года храм стал летним (холодным) храмом Покровско-Казанского прихода, который образовался после объединения с Казанской церковью на Болоте.
В середине 1920-х годов церковь была закрыта и передана губархиву, несмотря на то, что она выполняла очень жесткие условия существования церквей, выдвинутые советской властью. Закрытие храма, в котором на тот момент находилось 2 приходские общины (Покрово-Казанская и Никольская Сенноплощадская) сопровождалось мощным протестом прихожан.
Богослужения возобновили в 1992 году. В 1995 году при храме была открыта воскресная школа.

## Архитектура
Главный объём церкви представляет собой бесстолпный куб, увенчанный двухъярусной главой. С восточной стороны к основному объёму примыкает небольшая пятигранная апсида, а с западной — вытянутая вдоль продольной оси храма трапезная. Над притвором выстроена шатровая колокольня. Во второй половине XIX века пристроено крыльцо в русском стиле на столбах-кубышках. В целом, в декоре храма прослеживаются мотивы позднего барокко: каннелированные вверху пилястры, наличники окон с кокошниками, рустовка на углах колокольни.

## Духовенство
- Настоятель храма — Иеромонах Сергий (Акимов)[8].